# Савельев, Василий Антонович
Васи́лий Анто́нович Саве́льев (29 декабря 1918, Денесиха, Старицкий уезд, Тверская губерния, РСФСР — 13 мая 1985, Ленинград, СССР) — полковник Советской Армии, участник Великой Отечественной войны, Герой Советского Союза (1943).

## Биография
Василий Савельев родился 29 декабря 1918 года в деревне Денисиха (ныне — Старицкий район Тверской области). С 1934 года проживал в Ленинграде, после окончания школы фабрично-заводского ученичества работал формовщиком, занимался в аэроклубе. В 1937 году Савельев был призван на службу в Рабоче-крестьянскую Красную Армию. В 1938 году он окончил Борисоглебскую военную авиационную школу пилотов. С начала Великой Отечественной войны — на её фронтах.
К концу февраля 1943 года гвардии старший лейтенант Василий Савельев командовал звеном 32-го гвардейского истребительного авиаполка 210-й истребительной авиадивизии 1-го истребительного авиакорпуса 3-го воздушной армии Калининского фронта. К тому времени он совершил 235 боевых вылетов, в воздушных боях сбил 10 вражеских самолётов.
Указом Президиума Верховного Совета СССР от 1 мая 1943 года за «образцовое выполнение боевых заданий командования на фронте борьбы с немецкими захватчиками и проявленные при этом мужество и героизм» гвардии старший лейтенант Василий Савельев был удостоен высокого звания Героя Советского Союза с вручением ордена Ленина и медали «Золотая Звезда» за номером 934.
С мая 1944 года и до конца войны воевал помощником командира 63-го гвардейского истребительного авиаполка по воздушно-стрелковой службе на истребителях Ла-5 и Ла-7. К маю 1945 года гвардии майор В. А. Савельев выполнил 333 боевых вылета, провёл 157 воздушных боёв, сбил лично 12 и в составе группы 1 самолёт противника.
В 1945 году Савельев окончил Высшие лётно-тактические курсы. В 1946 году он был уволен в запас. В 1966—1975 годах вновь служил в Советской Армии, был уволен в запас в звании полковника. Проживал и работал в Ленинграде. Умер 13 мая 1985 года, похоронен на Северном кладбище Санкт-Петербурга.
Был также награждён тремя орденами Красного Знамени, двумя орденами Отечественной войны 1-й степени и рядом медалей.